# Bahnhof Hachinohe
Der Bahnhof Hachinohe (japanisch 八戸駅 Hachinohe-eki) befindet sich in Hachinohe in der Präfektur Aomori.

## Linien
Hachinohe wird von den folgenden Linien bedient:
- JR East Tōhoku-Shinkansen
- JR East Tōhoku-Hauptlinie
- JR East Hachinohe-Linie
- Aoimori-Tetsdō

## Nutzung
Im Jahr 2006 nutzten im Durchschnitt täglich 4.950 Personen die JR-Linie.

## Geschichte
Am 1. September 1891 wurde der Bahnhof von der ersten privaten Eisenbahngesellschaft Japans, der Nippon Tetsudō, eröffnet.